# Robert Schmitz
Robert Schmitz (* 1. Juli 1963) ist ein ehemaliger deutscher Fußballspieler.

## Sportliche Laufbahn

### Vereinskarriere
Drei Spiele macht der Stürmer für den 1. FC Köln zwischen 1985 und 1987. Seinen ersten Einsatz für die Kölner hatte er beim Rückspiel des UEFA-Pokal-Finales 1986 gegen Real Madrid. In der 83. Minute wurde er für Karl-Heinz Geils eingewechselt. Aufgrund einer Stadionsperre fand diese Begegnung im Berliner Olympiastadion statt. Da die Kölner das Hinspiel in Madrid bereits mit 1:5 verloren hatten, war der 2:0-Sieg wertlos. In der Hinrunde der Bundesliga-Saison 1987/88 durfte er noch zweimal für den FC auflaufen, bevor er zum BVL 08 Remscheid in die 2. Bundesliga wechselte.

### Statistik
- Bundesliga
2 Spiele 1. FC Köln

- 2. Bundesliga
14 Spiele; 2 Tore BVL 08 Remscheid

- UEFA-Pokal
1 Spiel 1. FC Köln

### Erfolge
- 1986 UEFA-Pokal-Finale